# Jan Guilinibad

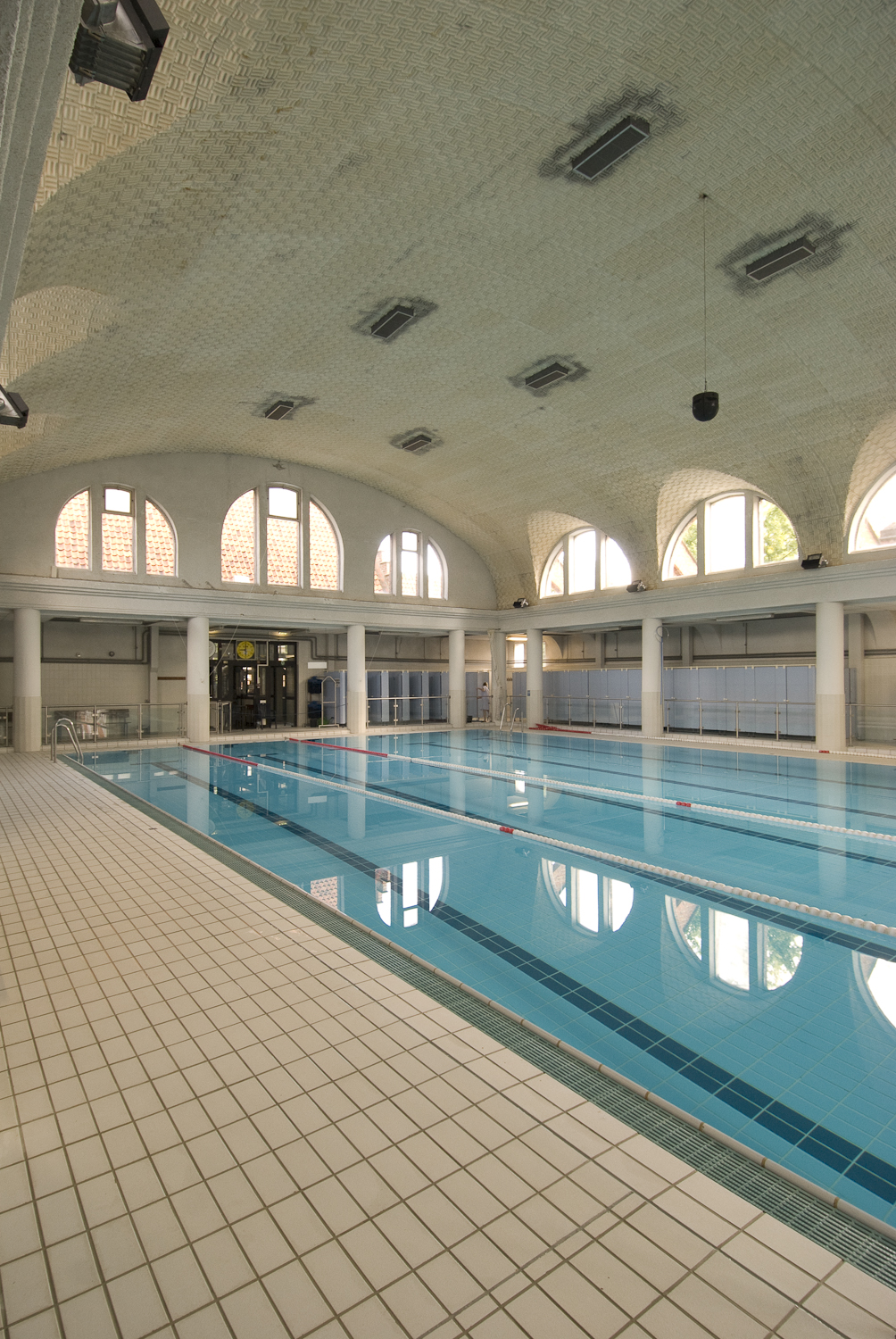
Interieur van het zwembad.

Het Jan Guilinibad is een zwembad in de Belgische stad Brugge. Het werd opgericht op de hoek van de Keizer Karelstraat en de Lauwerstraat, in de wijk Kristus-Koning, met een uitwendige constructie in zogenaamde "Brugse stijl" (ontworpen door de eigen stedelijke technische dienst) en met een interieur in art deco.
Het was het eerste overdekte zwembad in Brugge en is tot op heden nog steeds in gebruik.

## Guilini

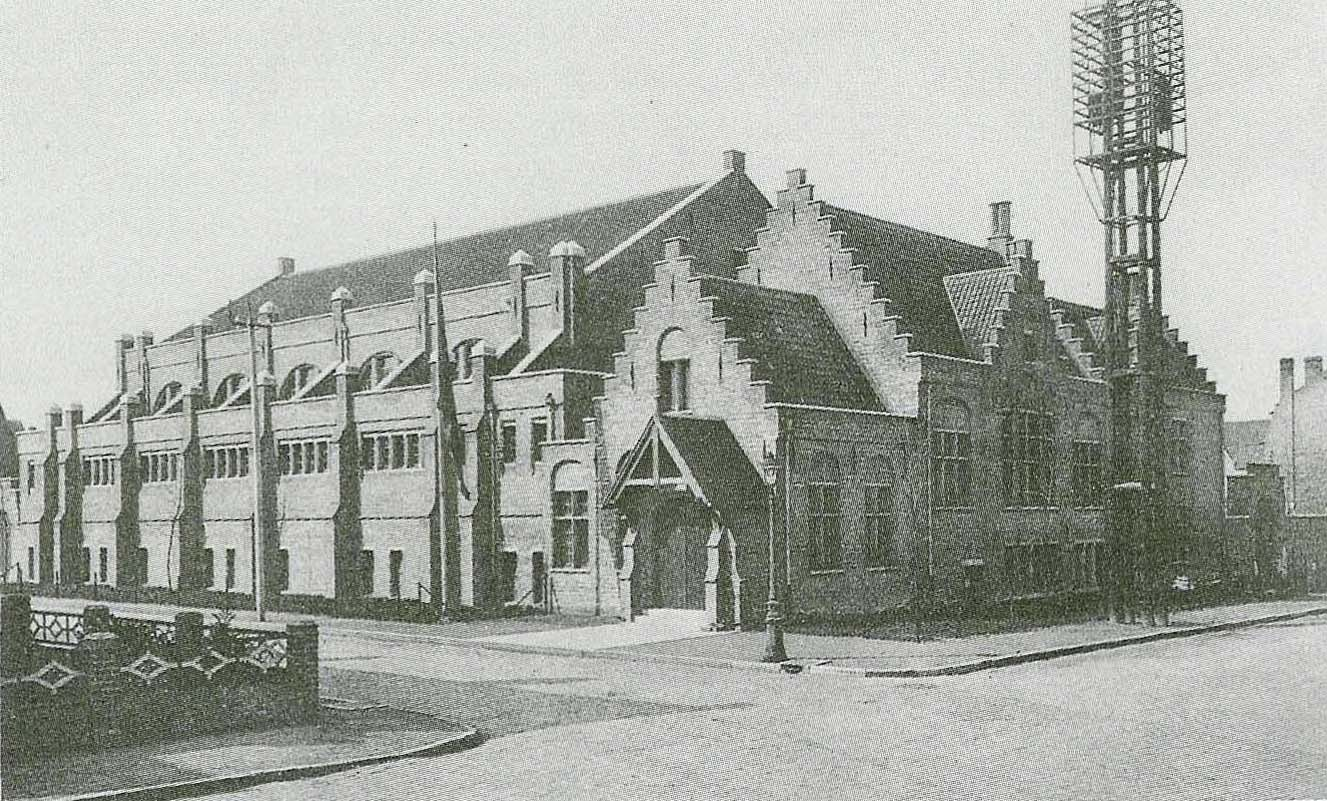
Het zwembad in 1930.

Het besluit voor een nieuw zwembad werd reeds in 1926 genomen; de eigenlijke bouw van het 25-meterbad startte in 1928. Op 30 maart 1930 had de feestelijke opening plaats. Na een concessie van 10 jaar nam de stad Brugge de uitbating voor haar rekening.
Op 18 november 1945 kreeg het zwembad de naam Jan Guilinibad. Jan Guilini was een veelvoudig Belgisch zwemkampioen, die tijdens de Tweede Wereldoorlog tot het verzet toetrad. Hij hielp mee met de redding van 5 Engelse vliegeniers die in zee waren gestort voor de kust van Blankenberge. Kort nadien werd hij aangehouden en op 22 mei 1944 terechtgesteld. Als blijvende hulde werd het zwembad naar hem genoemd en werd een gedenkplaat aangebracht.